# Wysokie Lipy
Wysokie Lipy (niem. Die hohe Leipe) – grzbiet i zbocze górskie w południowo-zachodniej Polsce, w Sudetach Środkowych, w Górach Sowich.
Grzbiet i zbocze położone w północno-zachodniej części pasma Gór Sowich, ok. 1,8 km na południowy wschód od Zagórza Śląskiego.
Północno-zachodnia część niewielkiego grzbietu, na północno-zachodnim krańcu Gór Sowich, nad południowym brzegiem Jeziora Bystrzyckiego, stanowiący zakończenie ramienia Babiego Kamienia, opadającego w widłach Bystrzycy i Młynówki. Grzbiet, w którym położone są Wysokie Lipy, ciągnie się łukiem od Przełomu Bystrzycy na północnym zachodzie, po Przełęcz Walimską na południowym wschodzie. Od północnego wschodu ograniczony Działem Michałkowskim, a od południowego zachodu Działem Jawornickim. W środkowej części, położone jest najwyższe wzniesienie grzbietu, Babi Kamień. Nazwa Wysokie Lipy dotyczy również południowo-zachodniego zbocza północno-zachodniej części grzbietu.
Masyw zbudowany z prekambryjskich gnejsów i migmatytów, które w wielu miejscach występują na powierzchnię w postaci okazałych gnejsowych skałek, baszt i urwisk o nieregularnych kształtach.
Cały teren porośnięty lasem świerkowo-bukowym regla dolnego
Grzbiet i zbocze położone na terenie Obszaru Chronionego Krajobrazu Gór Sowich i Bardzkich.